# Кълчър Клъб
„Кълчър Клъб“ (на английски: Culture Club) е британска рок група.
Основана е в началото на 1980-те години и е класифицирана като ню романтик – жанр, съчетаващ британския ню уейв, американския соул, ямайското реге и други стилове като калипсо, салса и кънтри. Съставът е попълнен от музикантите Бой Джордж (главни вокали), Майки Крейг (бас китара), Рой Хей (китара и кийборд) и Джон Мос (барабани и перкусии). Те често биват асоциирани със Второто британско нашествие на британските ню уейв групи, които стават популярни в САЩ благодарение на музикалния ТВ канал Ем-Ти-Ви (MTV). От създаването си през '81 до разпадането през 1986 групата постига десет песни в Първите 40 на САЩ, повечето от които влизат в първата десетка. По време на повторното си обединение, от 1998 до 2002, те имат още няколко хита във Великобритания — един от синглите достига №4, а друг – №25.